# Парламентские выборы в ЮАР (1961)
Парламентские выборы в Южной Африке проходили 18 октября 1961 года для избрания 160 депутатов Палаты собраний. Выборы стали первыми после референдума о независимости от Великобритании и объявления Южно-Африканской республики. В результате Национальная партия под руководством Хендрика Фервурда одержала победу, получив абсолютное большинство в парламенте. 
Партия национального единства, руководимая дю Бэссоном и бывшим Генеральным прокурором Фэганом в альянсе с Объединённой партией пытались создать «мост» с умеренными политиками Национальной партии, которые были недовольны деятельностью Фервурда, однако попытка новой партии не удалась и позже она присоединилась к Объединённой партии. 
На этих выборах впервые участвовала либеральная Прогрессивная партия, члены которой отделились от Объединённой партии в 1959 году. Она получила одно место парламента, которое заняла Хелен Сюзман, остававшаяся единственным её представителем вплоть до 1974 года..

## Результаты
Количество зарегистрированных избирателей было 1 800 426. Было подано 802 079 голосов (из них 4 518 недействительных).
| Партия | Партия                         | Места | %      | Голоса  | %      | Лидер                 |
|        | Национальная партия            | 105   | 67,31% | 370 395 | 46,11% | Хендрик Фервурд       |
|        | Объединённая партия            | 49    | 31,41% | 288 217 | 35,88% | сэр Де Вилльерс Грааф |
|        | Прогрессивная партия           | 1     | 0.64%  | 69 045  | 8.60%  | Ян Стейтлер           |
|        | Партия национального единства  | 1     | 0,64%  | 50 279  | 6,26%  | Генри Аллен Фэган     |
|        | Независимые                    | -     | -      | 22 871  | 2,85%  | -                     |
|        | Консервативная рабочая паартия | -     | -      | 2 461   | 0,31%  | -                     |
|        | Всего                          | 160   | 100    | 802 079 | 100    |                       |